# Aaptosyax grypus
Џиновски лосос шаран (лат. Aaptosyax grypus, енгл. Giant salmon carp) је зракоперка из реда шаранки (Cypriniformes).

## Распрострањење
Ареал врсте је ограничен на средњи ток реке Меконг, који се налази на територији три државе. Тајланд, Лаос и Камбоџа су једина позната природна станишта врсте.

## Станиште
Станиште врсте су слатководна подручја.

## Угроженост
На Црвеној листи Међународне Уније за Заштиту Природе ова врста је наведена као крајње угрожена.